# Dilia Díaz Cisneros
Dilia Elena Díaz Cisneros de Ramos (El Hatillo, 1 de junio de 1925-Caracas, 10 de julio de 2017) fue una educadora y poeta venezolana.
Hija de Juan Díaz Milano y Ludovina Cisneros Suárez, sería la cuarta entre ocho hermanos. Entre 1943 y 1947 se forma como maestra de educación primaria en la Escuela Normal Gran Colombia. Por estos años también estudia teoría y solfeo, bajo la dirección de Vicente Emilio Sojo, en la Escuela Superior de Música,  y forma parte del Orfeón Lamas. Comienza su actividad docente en las escuelas federales «Costa Rica», «Andrés Bello» y «José María España». Para 1965 es directora fundadora de la «Escuela Nacional Bogotá» y en 1968 de la «Escuela Los Jardines».
Fundará igualmente el «Grupo Escolar Nacional Caracciolo Parra León», en el sector popular caraqueño conocido como El Valle. Esta escuela será inaugurada por el entonces presidente Rafael Caldera, el 28 de junio de 1972, con la presencia del académico y expresidente, Edgar Sanabria, así como de la Banda Marcial de Caracas. Ejercerá la dirección del plantel hasta su jubilación en 1978.
Compartirá su trabajo de educadora con la composición de himnos escolares —como el «Himno Conservacionista», el «Himno al Caracciolo Parra León» y el del «Instituto Pestalozzi»— y de poemas infantiles. El 17 de julio de 1978 la biblioteca del Centro de Educación de Adultos Pestalozzi, fue nombrada en su honor. 
Casada con el músico Víctor Guillermo Ramos Rangel, de este matrimonio resultaron tres hijos.
Falleció de causas naturales a los 92 años en Caracas.